# Vincenzo Campanari
Vincenzo Campanari (ur. 27 lipca 1772 w Tuscanii, zm. 13 czerwca 1840 tamże) – włoski archeolog, antykwariusz i poeta.

## Życiorys
Vincenzo Campanari pochodził z zamożnej rodziny, która od kilku pokoleń przeniosła się do Lacjum z Marchii Ankońskiej. Urodził się w Tuscanii w Państwie Kościelnym 27 lipca 1772 roku. Po wczesnej śmierci obu rodziców, wychowywała go ciotka ze strony matki, która zadbała o jego wszechstronne wykształcenie. Uczył się w Viterbo. Po powrocie do Toscanelli został w 1794 roku radnym miasta. W 1798 roku Vincenzo Campanari ożenił się z Matilde Persiani, córką markiza Giovanfrancesco, bogatego zarządcy dóbr Pocci i Consalvi, z którą miał sześcioro synów. Trzech z nich dożyło wieku dorosłego i zaangażowało się w prowadzone przez ojca wykopaliska i handel znalezionymi artefaktami: Carlo (1800–1871), Secondiano (1805–1855) i Domenico (1808–1876). Matilde zmarła w 1812 roku.
W 1832 Vincenzo Campanari mianowany został gubernatora Toscanelli. Pełnił również funkcję radnego Delegatury Apostolskiej w Viterbo.
W latach 1835–1837 Vincenzo wraz z synami przeprowadził serię intensywnych prac archeologicznych w Vulci. Syn Secondino, po zdobyciu wykształcenia prawniczego, zajmował się sprawami administracyjnymi i prawnymi rodzinnej firmy. On też studiował i publikował materiały dotyczące odkryć ojca. Carlo i Domenico pomagali ojcu w pracach wykopaliskowych i sprzedawaniu artefaktów odnajdywanych na terenie „Etrurii Papieskiej”, przede wszystkim w starożytnym Vulci. Rodzina Campanarich potrafiła wykorzystać rodzące się zainteresowanie dworów europejskich i ważniejszych muzeów dla odkrywanej kultury etruskiej. Byli pionierami europejskiego rynku antykwarycznego, jednocześnie angażując się w działalność najróżniejszych akademii naukowych, których zostawali członkami. Carlo odpowiadał za rynek francuski, Domenico za brytyjski, zaś Secondiano za niemiecki. Obejmowali też regionalne urzędy, podejmując służbę dla lokalnej społeczności.
W 1837 Campanari zorganizowali w Londynie wystawę prezentującą sztukę etruską. Rząd Państwa Kościelnego zwrócił się z ofertą zakupienia ich kolekcji. Rodzina postanowiła jednak zorganizować licytację artefaktów w Londynie w 1838 roku. Wystawiono 120 waz attyckich, pozyskanych z wykopalisk w latach 1829–1838 przeprowadzonych przez Campanarich w Vulci i innych miejscach na terenie antycznej Etrurii. Większość waz zakupił król Bawarii Ludwik I Wittelsbach. Pozostałe wazy trafiły, m.in. do Starego Muzeum w Berlinie, do Luwru i do Biblioteki Narodowej Francji. Kolejne licytacje miały miejsce w 1839 oraz 1840 roku. Vincenzo Campanari zmarł w Tuscanii 13 czerwca 1840 roku.

## Publikacje
Vincenzo Campanari opublikował, m.in.:
- 1825 – Dell’urna con basso rilievo ed epigrafe di Arunte figlio di Lare, trionfatore etrusco
- 1826 – Sopra la grande lapida etrusca rinvenuta in Perugia nell’ottobre 1823
- 1829 – Notizie di Vulcia antica città etrusca
- 1847 – Poesie sacre e profane (wydane pośmiertnie)